# Ducado de Regla
El ducado de Regla es un título nobiliario español concedido el 28 de octubre de 1859 por la reina Isabel II a Juan Nepomuceno Romero de Terreros y López de Peralta, IV conde de Regla, caballero de la Orden de Santiago  y maestrante de Sevilla.
Su nombre se refiere a la Virgen de Regla y al lugar del mismo nombre, situado en el municipio andaluz de Chipiona, en la provincia de Cádiz.

## Duques de Regla

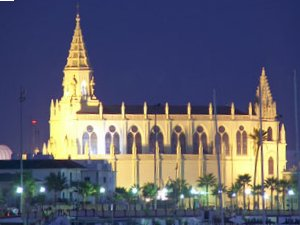
Santuario de Nuestra señora de Regla, en Chipiona

|                        | Titular                                               | Periodo                |
| Creación por Isabel II | Creación por Isabel II                                | Creación por Isabel II |
| ---------------------- | ----------------------------------------------------- | ---------------------- |
| I                      | Juan Nepomuceno Romero de Terreros y López de Peralta | 1859-1862              |
| II                     | María del Refugio Romero de Terreros y Goribar        | 1867-1917              |
| III                    | Carlos Rincón-Gallardo y Romero de Terreros           | 1918-1950              |
| IV                     | María de la Concepción Rincón-Gallardo y Cortina      | 1952-1980              |
| V                      | Justo Fernández del Valle y Rincón-Gallardo           | 1983-1995              |
| VI                     | Justo Fernández del Valle y Cervantes                 | 1996- actual titular   |

## Historia de los duques de Regla
- Juan Nepomuceno Romero de Terreros y López de Peralta (b. Ciudad de México 7 de febrero de 1818-Panamá, 28 de febrero de 1862), I duque de Regla, grande de España,[2] IV conde de Regla,[2] III marqués de San Cristóbal, V marqués de Rivas Cacho, V marqués de San Francisco y V conde de San Bartolomé de Jala. Sucedió su sobrina,[2] hija de Ramón Romero de Terreros y de María del Refugio de Goribar y Musquiz.

- María del Refugio Romero de Terreros y Goríbar (m. c. 1917), II duquesa de Regla,[2] V condesa de Regla,[2] y IV marquesa de San Cristóbal.

Casó el 19 de diciembre de 1871 con Eduardo Rincón-Gallardo y Rosso, III marqués de Guadalupe Gallardo. Le sucedió su hijo:
- Carlos Rincón-Gallardo y Romero de Terreros (1874-7 de junio de 1950), III duque de Regla,[2] XI marqués de Villahermosa de Alfaro, IV marqués de Guadalupe Gallardo.

Casó el 7 de octubre de 1897 con María de la Concepción Cortina y Cuevas. Le sucedió su hija:
- María de la Concepción Rincón-Gallardo y Cortina (1898-8 de marzo de 1980), IV duquesa de Regla[2] y V marquesa de Guadalupe Gallardo.

Casó el 19 de diciembre de 1925 con Justo Fernández del Valle y Castilla-Portugal. Le sucedió su hijo:
- Justo Fernández del Valle y Rincón-Gallardo (1927-18 de septiembre de 1995), V duque de Regla[2] y VI marqués de Guadalupe Gallardo.

Casó el 12 de mayo de 1960 con María del Carmen Cervantes y Riba. Le sucedió su hijo:
- Justo Fernández del Valle y Cervantes, VI duque de Regla[2] y VII marqués de Guadalupe Gallardo.

Caso el 16 de mayo de 1992 con Guadalupe Escobar Jáuregui.